# Nimfodor de Siracusa
Nimfodor de Siracusa (grec antic: Νυμφόδωρος, Nymphódōros, llatí: Nymphodorus) fou un historiador grec del segle iv aC, que va viure en temps de Filip II de Macedònia i d'Alexandre el Gran, vers la meitat del segle.
Claudi Elià parla de l'ús que feien a Sardenya de les pells de cabra, fet del qual hom dedueix que potser també va escriure sobre aquesta illa, o potser només podria ser una digressió d'una de les seves obres.
Va escriure, segons Ateneu de Nàucratis:
- Ἀσίας Περίπλους.
- Περὶ τῶν ἐν Σικελία Δαυμαζομένων o Περὶ Σικελίας.[1]